# Ott Tänak
Ott Tänak (* 15. říjen 1987 obec Kärla, ostrov Saaremaa, Estonsko) je estonský automobilový závodník. Od sezóny 2020 bude soutěžit v Mistrovství světa v rallye s vozem Hyundai i20 Coupe WRC pro tým Hyundai Shell Mobis WRT. Jeho současným navigátorem je Martin Järveoja.
V sezónách 2017 a 2018 se Ott Tanäk a Martin Järveoja umístili v celkového hodnocení na 3. místě, v obou případech za Sébastienem Ogierem a Thierry Neuvillem. V roce 2019 se stal mistrem světa a vůbec prvním Estoncem, který vyhrál tuto soutěž a přerušil tak vítěznou sérii francouzských závodníků Sébastiena Loeba a Sébastiena Ogiera, kteří kralovali v letech 2004 až 2018.

## Kariéra

### 2004: Debut a dvojnásobný mistr Estonska v rallye

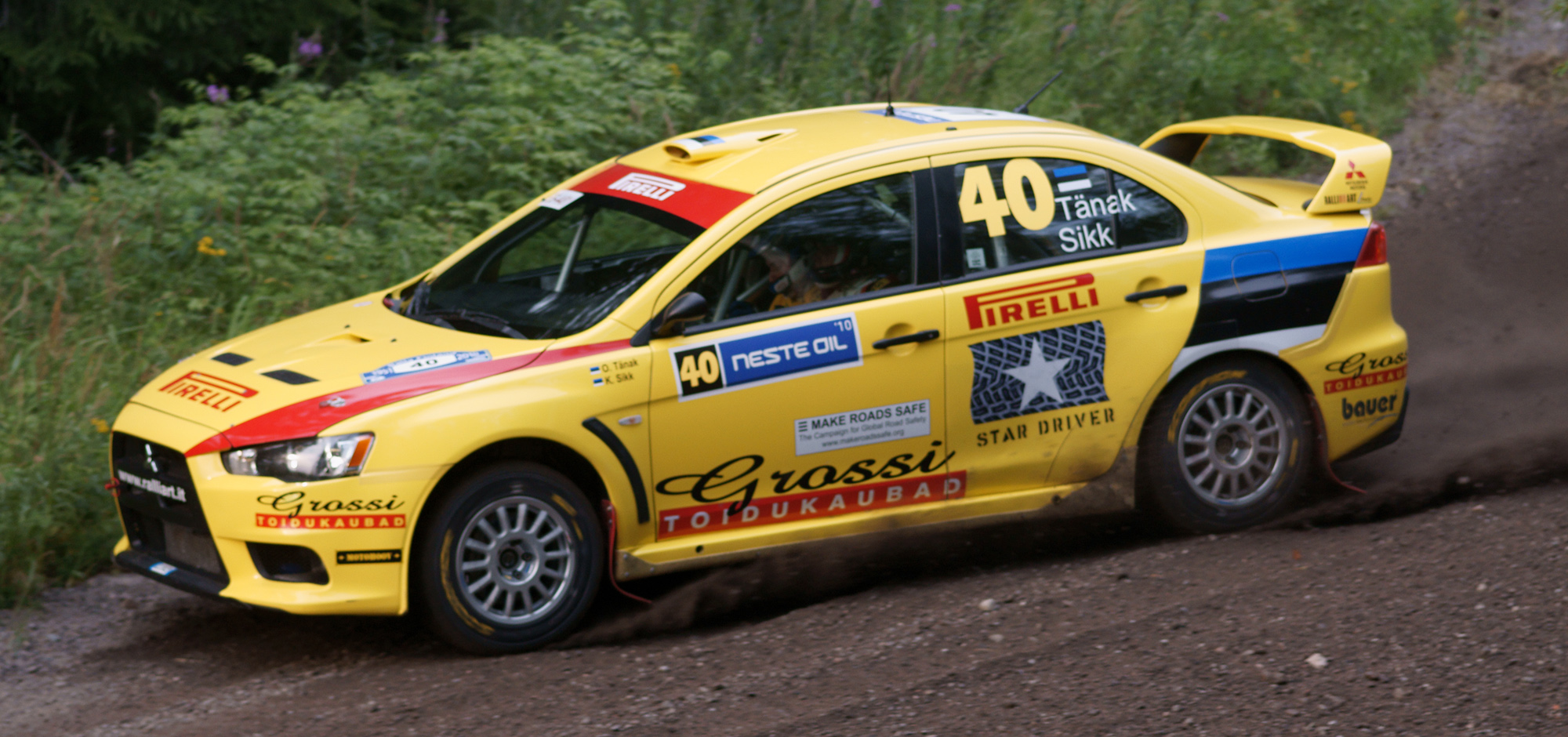
Ott Tänak během Finské rallye 2010 s vozem Mitsubishi Lancer Evo X

Ott Tänak v rallye debutoval na národním mistrovství Estonska v rallye (EMV) v roce 2004 s vozem Volkswagen Golf. V letech 2004 a 2006 byli jeho nejlepšími výsledky 2 umístění v nejlepší desítce v Estonian Rallysprint championship. Během tohoto období byl jeho navigátorem krajan Hannu Lõpp. V sezóně 2007 soutěžil ve voze Renault Clio a také vyměnil spolujezdce Hannu Lõppa za Raiga Mõldera. Dvakrát se umístil na 9. místě v mistrovství Estonska v rallye.
V letech 2008 a 2009 Ott Tänak získává titul šampiona Estonska v rallye ve voze Subaru Impreza WRX STI v tým Subaru Autospiritist. Vyhrál 4 závody a 11krát se umístil na medailové příčce. Ve stejném roce se také poprvé zúčastnil Mistrovství světa v rallye 2009, kdy na Portugalské rallye zaujal 20. místo a Finskou rallye nedokončil.
Během sezóny 2010 absolvoval celkem 7 závodů Mistrovství světa. V září 2009 vyhrál druhý ročník evropského finále Pirelli Star Driver Shoot Out v Rakousku. Vítězství Ottu Tänakovi zajistilo účast na Mistrovství světa v sezóně 2010 v barvách Pirelli v šesti podnicích se svým novým spolujezdcem Kuldarem Sikkem. V této sezóně závodil s vozem Mitsubishi Lancer Evo X (s výjimkou Švédska, kde startoval se Subaru Impreza STi). Dvakrát vyhrál v kategorii produkčních vozů (PWRC), ve Finsku a Velké Británii, ve Francii obsadil druhé místo. V celkovém hodnocení se umístil na 4. místě. Během tohoto období se rovněž zúčastnil několika kol národního mistrovství.

### 2011–2012: M-Sport World Rally Team

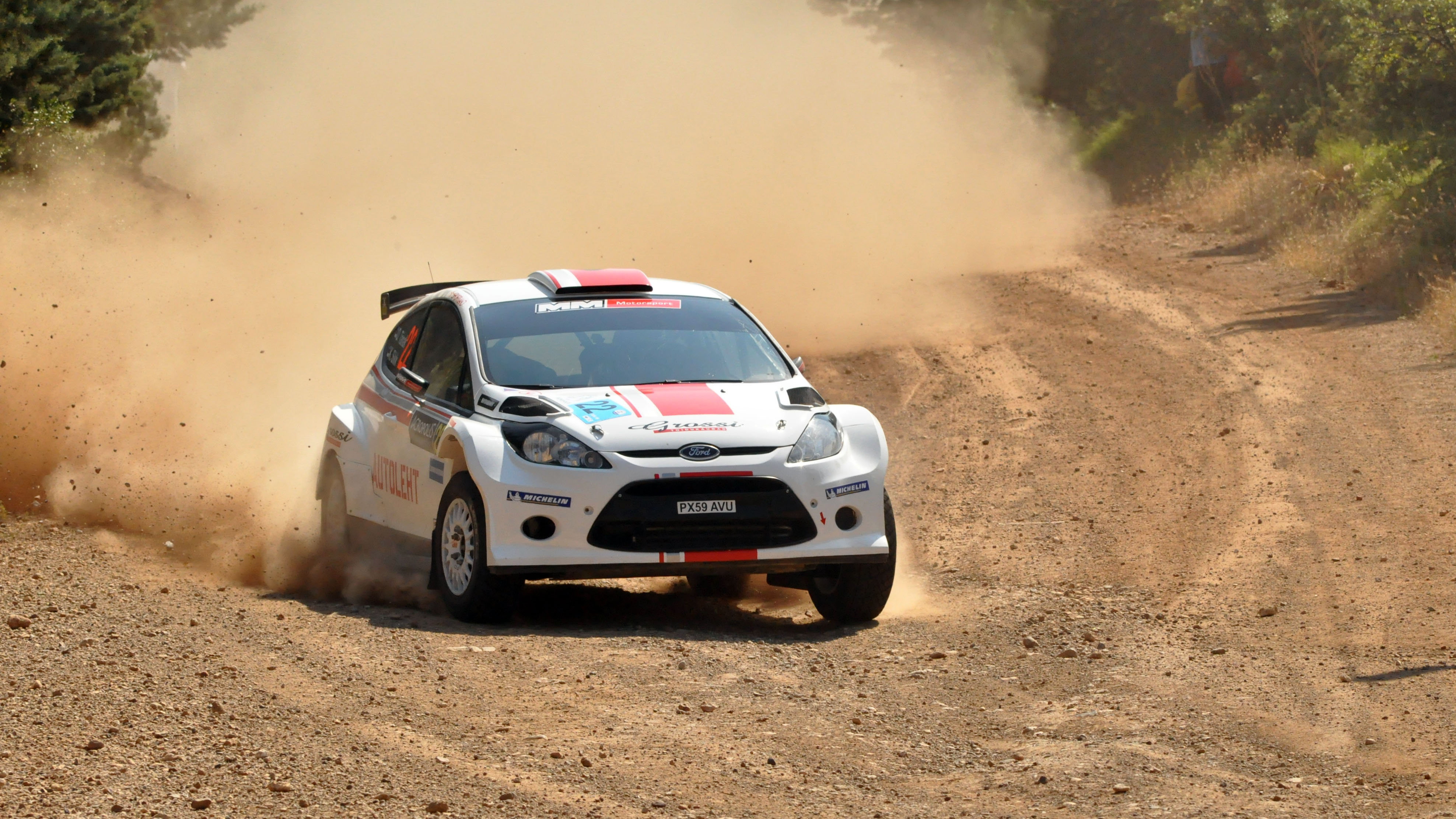
Ott Tänak během 1. erzety Acropolis rallye 2011

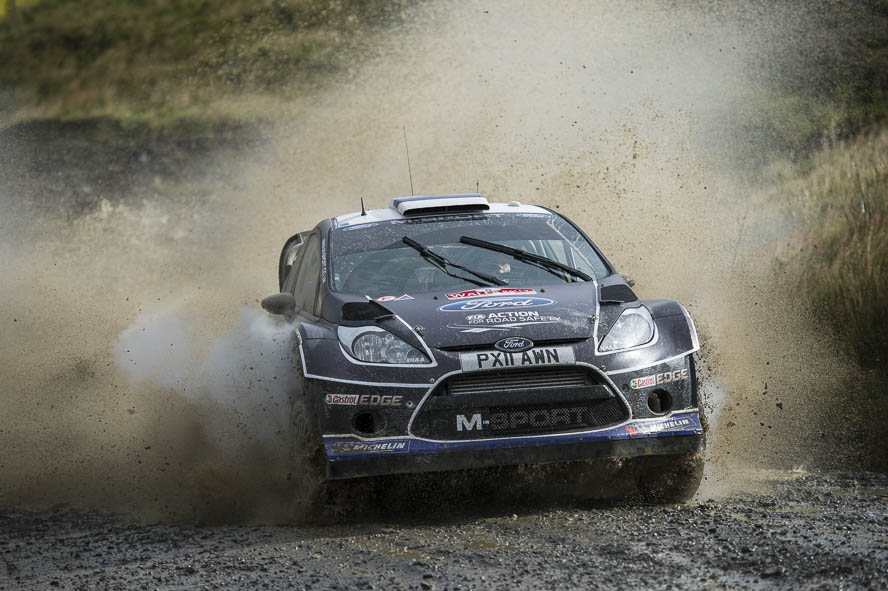
Ott Tänak během Velšské rallye 2012

V roce 2011 Ott Tänak podepsal pětiletou smlouvu s M-Sportem. Absolvoval 7 podniků světového pohárů s vozem Ford Fiesta S2000, který připravil tým MM-Motosport pod vedením Markka Märtina.
Poprvé Ott Tänak bodoval v nejvyšším světovém poháru na Mexické rallye 2010, kdy se umístil na 10. pozici a také obsadil 3. místo v kategorii SWRC. V Itálii na Sardinské rallye 2011 ovládl kategorii SWRC na Fordu Fiesta S2000 a v absolutním pořadí 7. místo. Estonskému jezdci se dařilo také v Řecku, kde po prvním dni vedl. V 1. rychlostní zkoušce ve 2. etapě však poslal svou Fiestu S2000 přes střechu a musel ze závodu odstoupit. Na Finské rallye v šampionátu SWRC zaznamenal 3. místo. Poté přišla Německá rallye, kde se po první dni dostal do vedení a do cíle dorazil s náskokem 5:38,6 před Násirem al-Attíjou. Na Alsaské rallye zaznamenal další vítězství v SWRC a v celkovém pořadí se zařadil na 2. místo za vedoucího Juho Hänninena. Do Katalánské rallye 2011 vstupoval se ztrátou 3 body na Fina. V první rychlostní zkoušce však zasáhl kámen, který způsobil poškození předního křížového členu vozu Fiesta S2000. Ott Tänak musel startovat pod SupeRally, čímž ztratil šanci na 1. místo. Rallye dokončil v SWRC na 6. místě a celkově se umístil na 2. místě za Juho Hänninenem.
V roce 2012 se stal jezdcem číslo 1 v týmu M-Sport Ford World Rally Team a celou sezónu absolvoval s vozem Ford Fiesta RS WRC. Sezónu zahájil 8. místem z Rallye Monte Carlo 2012. Ze Švédské rallye musela dvojice Ott Tänak a Kuldar Sikk odstoupit kvůli problému s motorem. Mexickou rallye dokončil na 5. místě. V Portugalsku se dostal mimo cestu a musel využít SupeRally. Argentinská rallye 2012 začala pro Tänaka příznivě, avšak v závodu zničil pneumatiky a propadl se až na 37. místo. Závod dokončil na 10. místě. V řecké rallye si vedl dobře, ale v závodu musel kvůli poškození zavěšení opět využít SupeRally. Novozélandskou rallye z důvodu kolize nedokončil. Finskou rallye dokončil na 6. místě. Následovaly 2 havárie na Německé a Velšské rallye. Poté zaujal 6. místo v Alsaské rallye. Na Sardinské rallye zaznamenal své dosavadní nejlepší umístění, kdy dojel na 3. místě za vítězem Mikko Hirvonenem a druhým Jevgenijem Novikovem. Poslední podnik sezóny v Katalánsku nedokončil. V celkovém hodnocení se umístil 8. příčce. Za sezónu 2012 dokončil 8 soutěží.

### 2013: Jeden rok bez WRC
V roce 2013 nebyl Ott Tänak součástí žádného světového týmu a byl nucen opustit hlavní soutěž WRC. Se svým týmem OT Racing soutěžil v estonském národním šampionátu; první rallye pod jeho vedením byla Võru Talveralli 2013. První soutěž v roce 2013 byla Rally Tallinn, kterou s vozem Subaru Impreza WRX STi N12 dokončil na 2. místě těsně za Georgem Grossem, který závodil s vozem Ford Focus a 0,4 sekundy před Alexejem Lukjaňukem, který měl Mitsubishi Lancer Evolution 10.
V sezóně dokončil celkem 6 podniků, z nichž jeden vyhrál a skončil druhý za Georgem Grossem. Na konci sezóny na Saaremaa Ralli Ott Tänak vedl podnik v předposlední fázi jen o 4,4 sekundy před Georgem Grossem. Nakonec se mu podařilo vybudovat vedení 15,9 sekundy před Egonem Kaurem a 20 sekund před Georgem Grossem. Georg Gross ho dostihl v poslední etapě a vyhrál o 2,4 sekundy. Sezónu ukončil tím, že vyhrál třídu N4 celkem o 3 body před Timmu Kõrgeem.

### 2014–2017: Návrat do Mistrovství světa s Fordem Fiesta

#### 2014

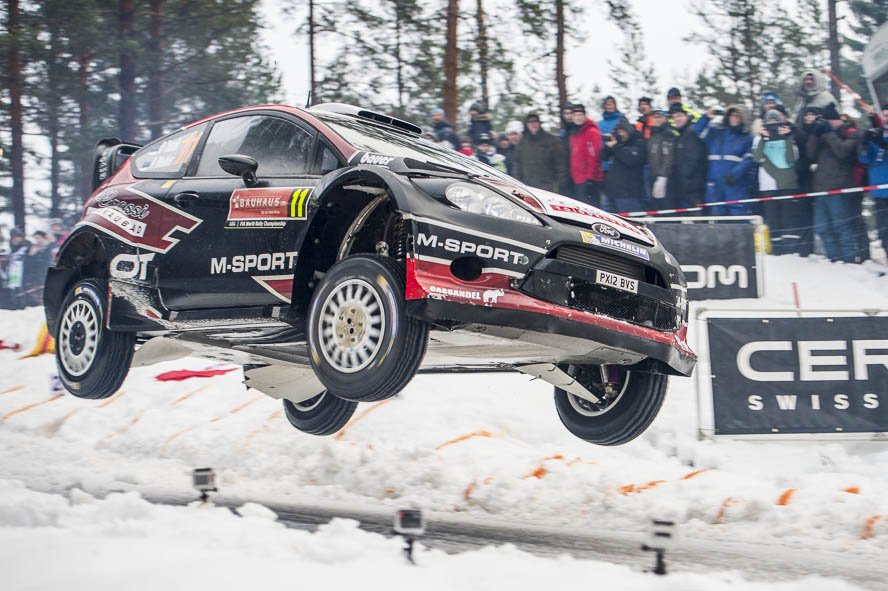
Ott Tänak během Švédské rallye 2014

V roce 2014 se Ott Tänak se vrátil do MS a stal se součástí nově vzniklého DMACK World Rally Teamu. Světový pohár zahájil Švédskou rallye za volantem Fiesty WRC od M-Sportu, kde také slavil nejlepší absolutní umístění v sezóně. S vozem WRC také závodil v Portugalsku a na Sardinii. V Mexiku se připojil k Drive DMACK týmu a za volantem Fiesty R5 odjel zbývajících devět soutěží. Jeho navigátorem byl Raigo Mõlder. Do týmu se také připojil Jari Ketomaa, který rovněž jel s Fiestou R5.
„Po roce mimo MS jsem velice rád, že se vracím. Díky M-Sportu a DMACKu odjedu skoro všechny soutěže. Ve WRC pojedu tři soutěže, sníh a dvě šotoliny. Je to lepší program, než jsem doufal. Chystám se navázat na tempo z roku 2012. Ve WRC-2 budu útočit na co nejlepší výsledek na každé soutěži. V závěru roku pak doufám v souboj o titul“, uvedl Tänak.
Závody dokončil třikrát na pódiovém umístění ve třídě WRC 2, včetně prvního místa z Polské rallye 2014. Také startoval na Švédské, Portugalské a Britské rallye s vozem Fiesta WRC, kde se umístil na 5. místě. V červenci vyhrál Estonskou rallye, která je součástí Mistrovství Evropy v rallye (ERC).

#### 2015

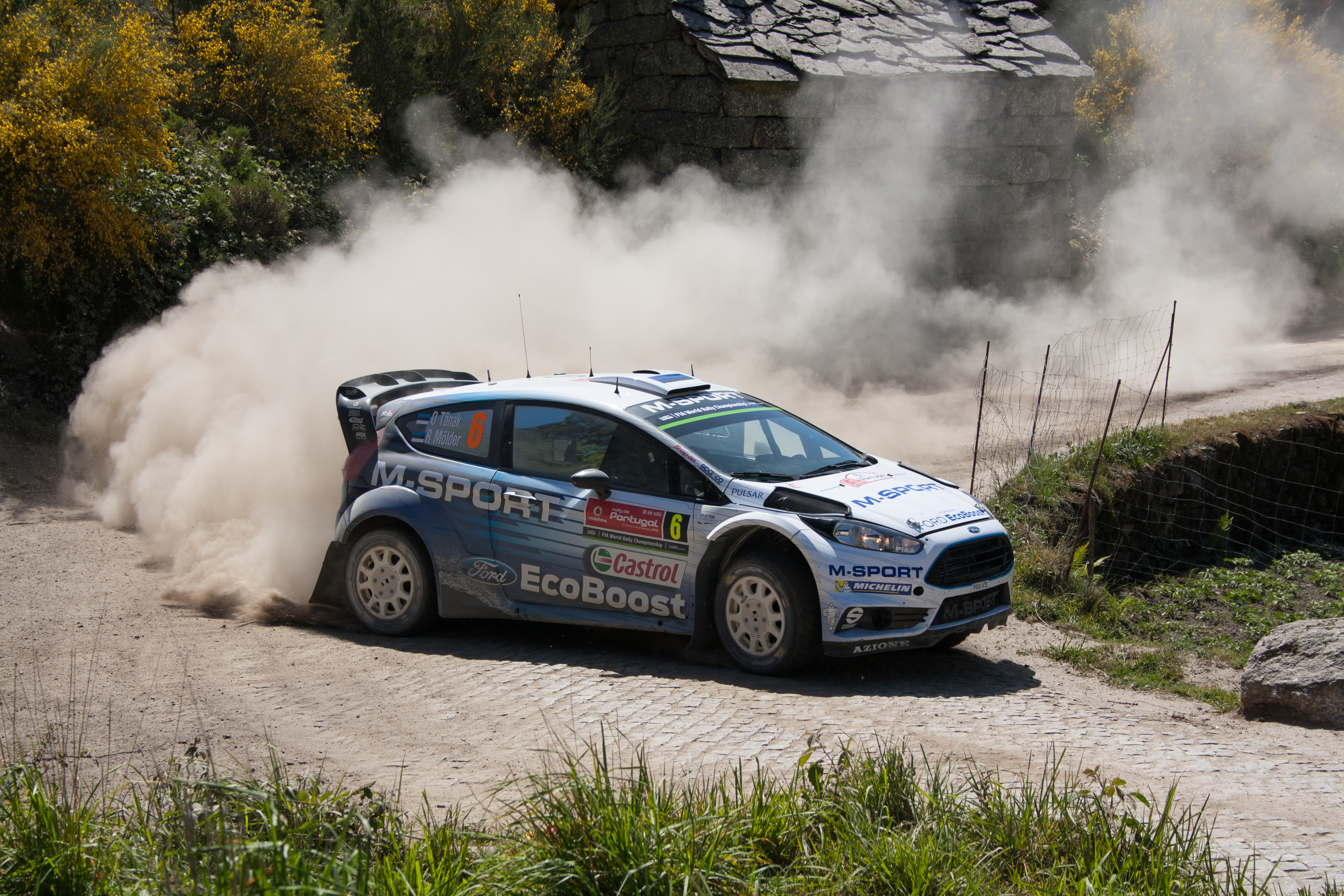
Ott Tänak během Polské rallye 2015

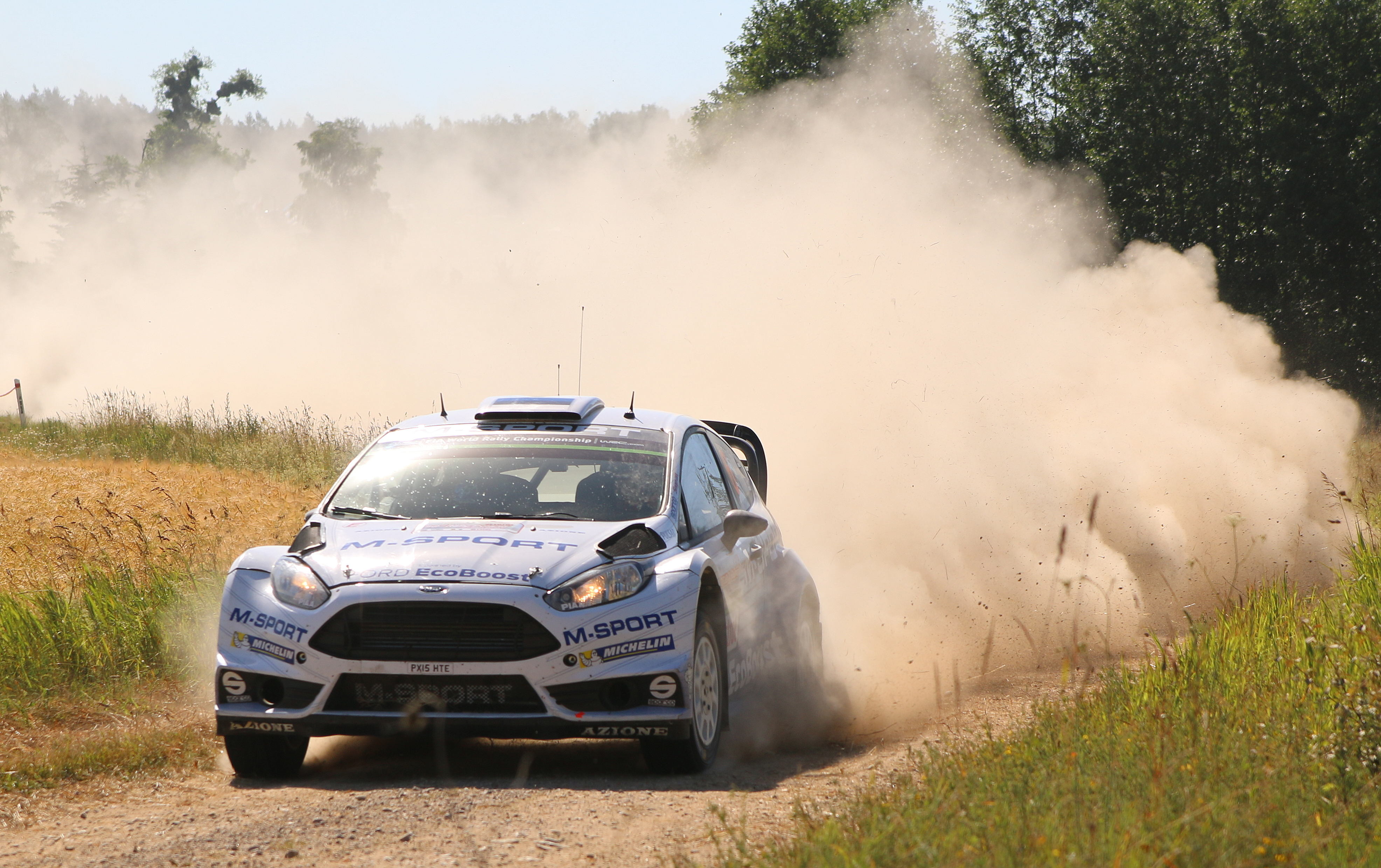
Ott Tänak během Polské rallye 2015

V roce 2015 dostal Ott Tänak místo v týmu M-Sport po Mikku Hirvonenovi, který odešel do důchodu. V úvodní erzetě Rallye Monte Carlo 2015 se Ottu Tänakovi podařilo zajet 2. nejrychlejší čas a do cíle dorazil se ztrátou 22 sekund na Sébastiena Loeba. Po vyrovnaných výkonech však v 10. erzetě nezvládl dlouhou levotočivou zatáčku, která ho vynesla mimo trať a propadl se až na 23. místo. Rallye dokončil na 18. místě se ztrátou 19:49,3s na vítězného Sébastiena Ogiera.
Švédskou rallye dokončil na 4. místě. Ve třetí RZ třetího podniku mistrovství světa v Mexiku Ott Tänak a jeho navigátor Raigo Mõlder utopili svůj vůz v jezeře. Díky této kuriózní nehodě si jejich Fiesta vysloužila přezdívku Titänak. Po nevídaném výkonu mechaniků se posádka vrátila do závodu v 19. RZ a dojela na celkovém 22. místě. Po skončení podniku Ott Tänak řekl: „Jsem opravdu pyšný na M-Sport, bylo opravdu neuvěřitelné, že nás vrátili do závodu. Je skvělé být v takovém týmu“.
Následovala Argentinská rallye, ze které si odvezl 11. místo a Portugalská rallye, kde obsadil 5. místo. Svého nejlepšího umístění v sezóně dosáhl na Polské rallye, kde vybojoval 3. místo. Po 3. rychlostní zkoušce vystřídal ve vedoucí pozici Nora Andrease Mikkelsena, avšak 1. místo držel jen do 6. erzety, kde jej vystřídal Sébastien Ogier. V Polsku Ott Tänak vyhrál celkem 6 rychlostních zkoušek.
Na polský úspěch navázal body ve Finské rallye, kterou dokončil na 5. místě. Ve 3. rychlostní zkoušce prskl levý přední tlumič, díky čemu nemohl Tänak využít plnou sílu svého vozu. Do druhé etapy už Ott Tänak vstoupil s opraveným vozem.
V Německé rallye se umístil v absolutní klasifikaci na 8. místě, v Austrálii obsadil 6. místo a ve Francii vybojoval 10. místo. Předposledním podnikem byla Katalánská rallye. Ta pro něj začala velmi dobře a po sedmé erzetě držel celkové druhé místo. V 11. rychlostní zkoušce však jeho vůz utrpěl poškození kola, které mu nedovolilo erzetu dokončit. Do závodu se vrátil až v 18. RZ, do které vstupoval se ztrátou 49:03,4 na 51. místě. Podnik nakonec dokončil na 41. místě.
Ott Tänak zahájil poslední podnik MS 9. časem v 1. erzetě. V průběhu závodu se postupně posouval z 9. místa až na 4. pozici. V 16. rychlostní zkoušce však se svým vozem Ford Fiesta RS WRC havaroval. Při nehodě poškodil levou zadní část svého vozu Ford Fiesta RS, díky čemuž nemohl pokračovat v závodě a byl donucen odstoupit.

#### 2016

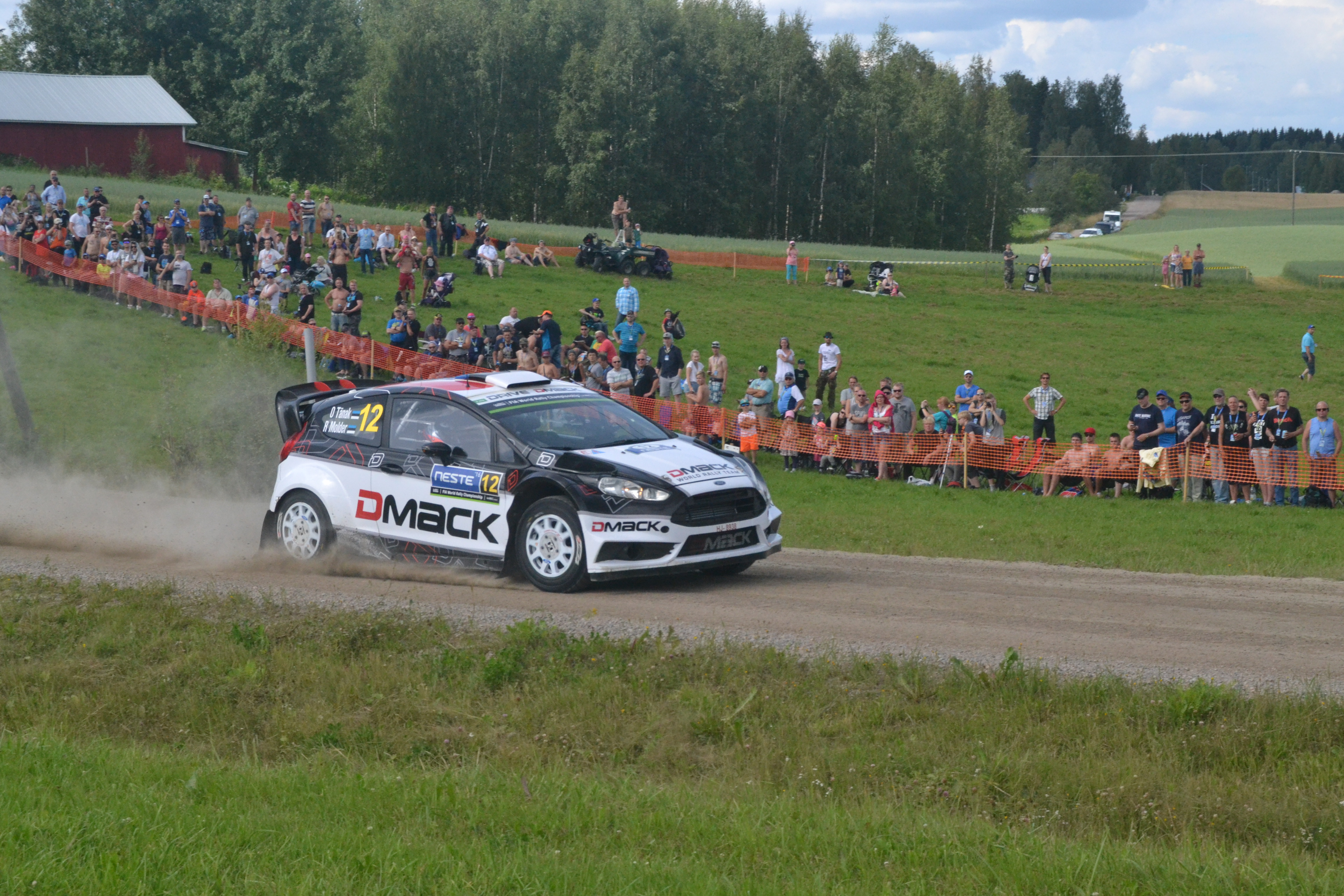
Ott Tänak během Finské rallye 2016

Pro sezónu 2016 získal místo v týmu DMACK World Rally Team. Startoval s vozem Ford Fiesta RS WRC, který byl jako jediný ve světovém poháru vybaven pneumatikami jinými než Michelin a Pirelli.
Během této sezóny si Ott Tänak připsal celkem 2 druhá místa. Svého nejlepšího umístění dosáhl na Polské rallye 2016, kde vyhrál celkem 9 rychlostních zkoušek. Po 8. RZ byl dokonce v čele závodu, kde se udržel až do 19. RZ. Ve 20. RZ vozidlo Otta Tänaka utrpělo defekt pravé přední pneumatiky a RZ dokončil až na 11. místě se ztrátou 40,5 sekundy. Tänak se následně propadl na 2. příčku, kterou s minimálním náskokem 2,3 s udržel až do konce závodu.
Další druhé místo získal na Velšské rallye 2016. Zde vyhrál 12 rychlostních zkoušek z 22, avšak ani to na vítězství nestačilo. V cíli měl ztrátu 10,2 s na vedoucího Sébastiena Ogiera.

#### 2017
V roce 2017 nastoupil do M-Sport týmu, kde závodil po boku čtyřnásobného mistra světa Sébastiena Ogiera. Ott Tänak zahájil sezónu s novým navigátorem Martinem Järveojou, s nímž již dříve absolvoval několik závodů v sezóně 2013. Před začátkem sezóny uvedl, že se těší na spolupráci se Sébastienem Ogierem a jeho spolujezdcem Julienem Ingrassiou. V prvním podniku Mistrovství světa Rallye Monte Carlo 2017 se držel po 13 etapách na 2. místě za továrním jezdcem Sébastienem Ogierem. Poté však přišly problémy a rychlostní zkoušku dokončil se ztrátou půldruhé minuty a s motorem běžícím jen na dva válce. Po provizorní opravě ztratil pět minut na příjezdu do časové kontroly. Z toho rezultovala penalizace padesát sekund a propad o příčku za Latvalu. Soutěž i naproti problémům na posledních rychlostních zkouškách dokončil na třetí pozici. Ve Švédsku vyrovnal svůj dosavadní nejlepší výsledek, když dokončil podnik na 2. místě. Následovalo 4. místo z Mexické rallye, 11. místo z Korsické rallye a 3. místo z Argentiny.

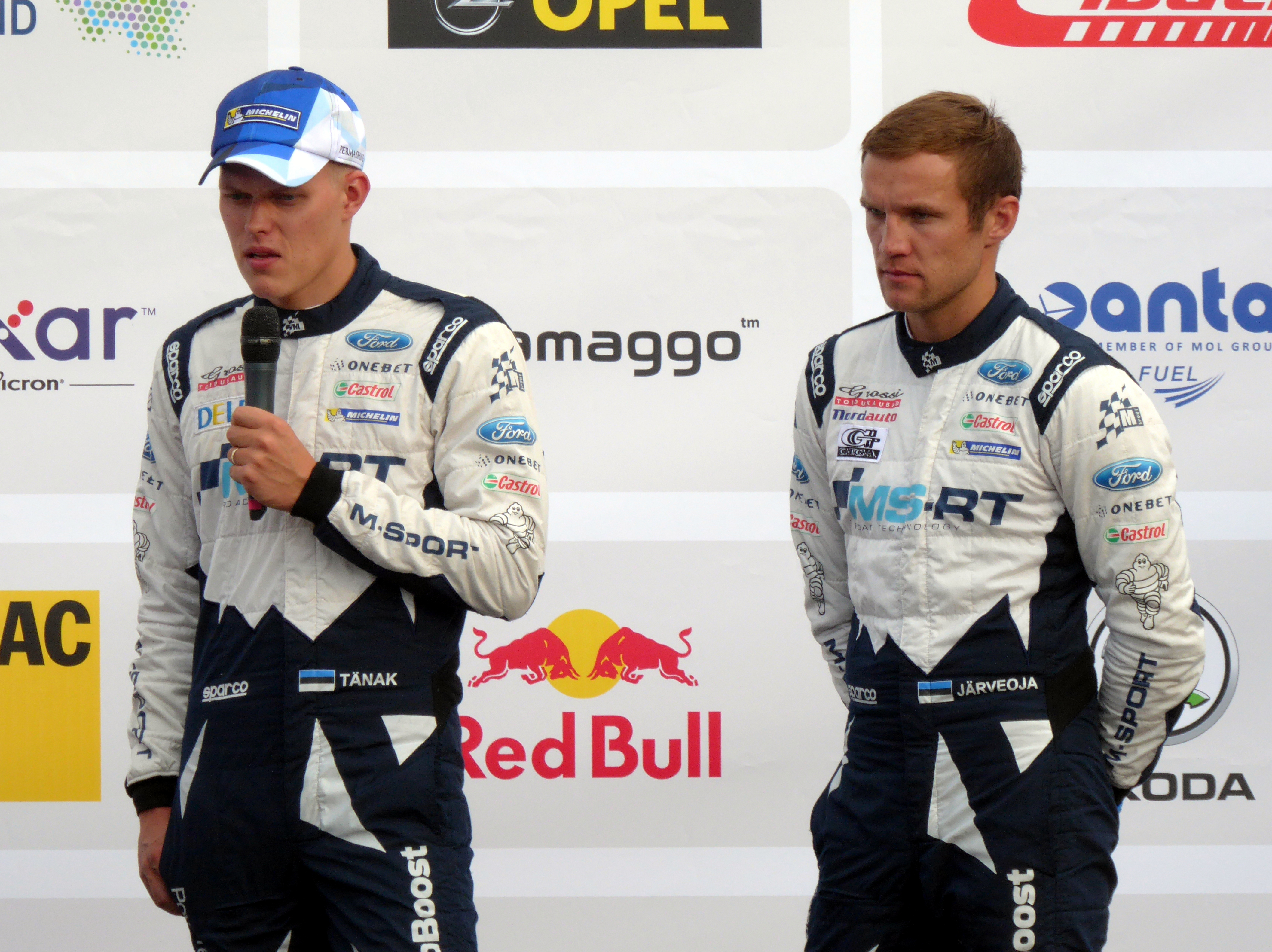
Ott Tänak a Martin Järveoja během Německé rallye 2017

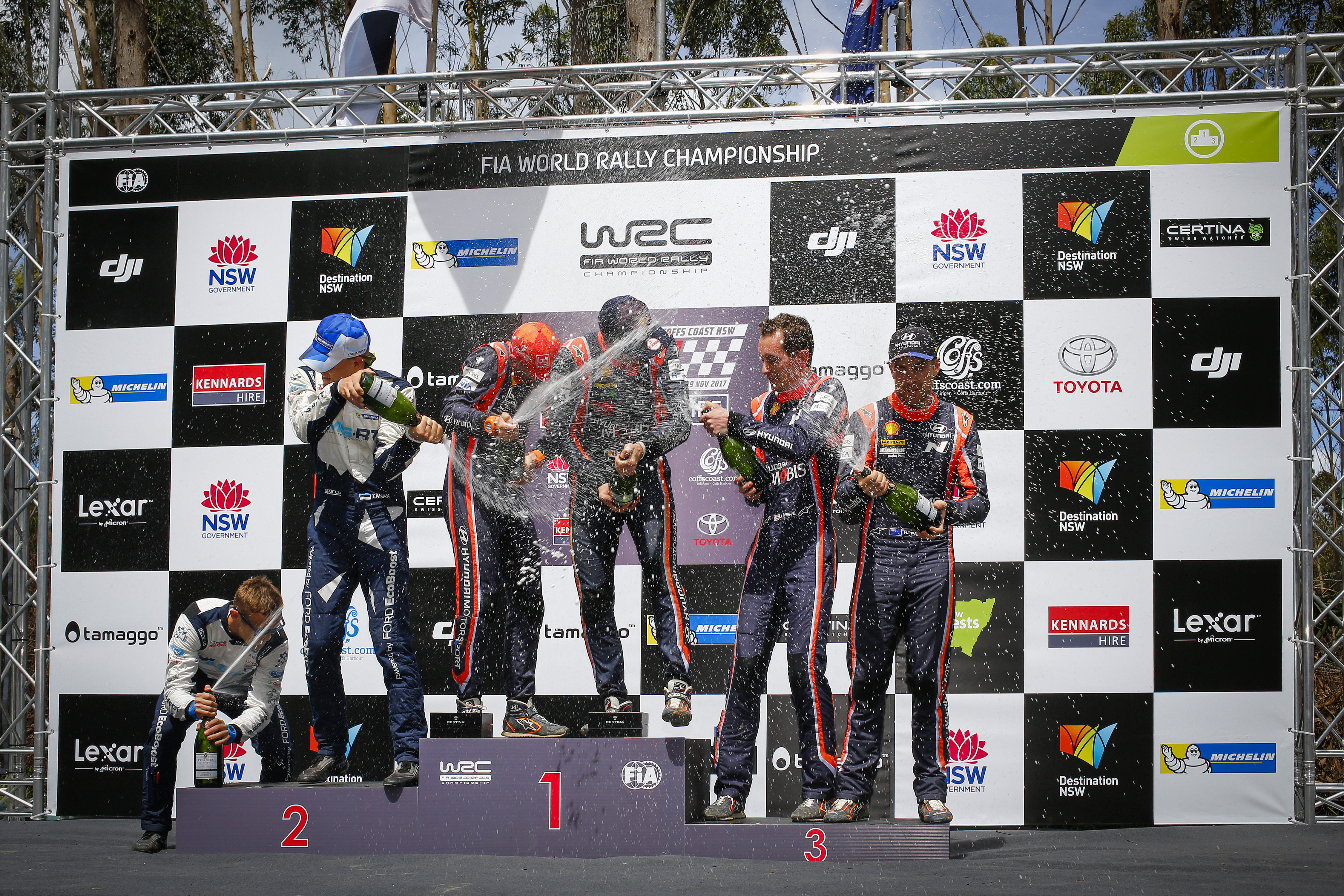
Ott Tänak a Martin Järveoja se v Austrálii rozoučili s M-Sportem 2. místem

Svou účast na Portugalské rallye 2017 započal vyrovnanými výsledky, díky čemuž se po 6. rychlostní zkoušce ujal vedení v závodě. Ve 12. rychlostní zkoušce ale jeho vůz utrpěl poškození levé zadní nápravy a posádka klesla na 4. místo. Estonskému závodníkovi se v průběhu závodu nepodařilo stáhnout manko a dokončil rallye na 4. místě.
Na Sardinské rallye 2017 se dočkal prvního vítězství v MS. V cíli měl náskok 12,3 s před Jarim-Mattim Latvalou z Finska. Triumfoval poprvé při 73. startu v seriálu MS. 12. rychlostní zkoušku dojel Ott Tänak na 1. místě a ve 13. RZ se ujal celkového vedení. Do 3. etapy vstoupil s náskokem 24,2 sekundy před finským jezdcem Latvalou. Náskok si udržel až do konce a slavil tak svůj první triumf ve WRC. V celkovém pořadí se Tänak posunul na třetí místo před Latvalu. Po závodu řekl: „Co můžu říct - je to skvělé! Obtížný víkend, ale první půlka sezony byla skvělá. Nové auto a silný týmový kolega mě přiměli přidat. Doufám, že je to první vítězství z mnoha. Vypadá to, že jsme silný tým a máme dobré auto.“
Polská rallye 2017 byla odstartována speciální erzetou v aréně v Mikołajkach, kde zajel 5. nejrychlejší čas. Po druhé RZ se posunul na 4. místo. Díky 2. času ve 4. erzetě dostal na průběžné 2. místo. Po osmé rychlostní zkoušce se dostal i přes 4. nejrychlejší čas do průběžného vedení, které však následující erzetu ztratil a klesnul na 2. místo. Do 2. etapy vstoupil se ztrátou 1,3 s na vedoucího Belgičana. Desátou a jedenáctou erzetu se držel na průběžném 2. místě. Díky prvnímu času ze 12. erzety se znovu dostal do vedení, které si udržel až do 14. erzety, kde jej opět v čele vystřídal Thierry Neuville. V 16. rychlostní zkoušce si vypracoval náskok 14,4 s na druhého Neuvilla, který dostal defekt levé zadní pneumatiky. V 17. erzetě přišla estonská posádka o zadní křídlo a ztratila na trati 8,8 s. V následujícím testu (18. RZ) přišla o dalších 8,6 s a klesla na druhé místo. Do 3. etapy vstupoval se ztrátou 3,1 s na belgickou posádku. Díky prvnímu času z 20. erzety se dostal znovu na 1. místo. Během následující erzety v lese trefil zadní částí vozu balík a hned poté předkem strom. Rychlostní zkoušku dokončil na 27. místě se ztrátou 1 minuty a 44,9 sekund. Před následujícím testem oznámil odstoupení ze soutěže.
Finskou rallye 2017 započal 1. časem z úvodní erzety a vyhrál také 2 následující erzety. Ve 4. erzetě však dostal defekt pravé zadní pneumatiky a propadl se na 13. místo. Po erzetě uvedl: „Defekt jsem udělal už v první zatáčce, když jsem byl moc široký.“ V závěru podniku na powerstage obsadil 1. místo. Podnik dokončil na 7. místě.
Desátý podnik v Německu zahájil 2. časem na superspeciálce v Saarbrückenu, kde ho porazil jen Jan Kopecký o 0,3 s. Ve třetí erzetě se díky prvnímu času dostal do čela závodu, kde jej po další RZ vystřídal Andreas Mikkelsen. V 6. rychlostní zkoušce zaznamenal nejlepší čas a díky 1. času ze 7. erzety vystřídal ve vedoucí pozici Mikkelsena. Do druhé etapy vstoupil s náskokem 5,7 s na druhého Mikkelsena. V 9. erzetě zaznamenal nejlepší čas a po 11. RZ už náskok na Nora byl přes 25 sekund. Ott Tänak zažil v Německu své druhé vítězství ve WRC a v celkovém pořadí si tak upevnil 3. místo před Latvalou.
Katalánskou rallye dokončil na 3. místě, zároveň se posunul na 2. místo v celkovém hodnocení a od třetího Neuvilla jej dělil pouhý jeden bod. V polovině října vyhrál domácí šotolinovou Silveston 50. Saaremaa Rally, když druhého Grjazina porazilo o 3:24,9. Britský podnik dokončil na 6. místě a klesl znovu na 3. místo v celkovém pořadí. V Austrálii si dojel pro 2. místo, když druhý Latvala poškodil svou Toyotu a musel v poslední rychlostní zkoušce odstoupit.
Ott Tänak dokončil sezónu na 3. místě se ztrátou 17 bodů na druhého Thierryho Neuvilla a 41 bodů na Sébastiena Ogiera. Dne 20. listopadu na slavnostním udílení cen za sezónu 2017 v Sydney získal cenu „Jezdec roku“ a jeho Ford Fiesta WRC ze stáje M-Sport získala cenu „WRC 7 Livery of the Year Award“ za nejlepší design. Dne 27. prosince 2017 poprvé získal ocenění Sportovec roku.

### 2018–2019: Toyota GAZOO Racing WRT
Dne 18. října bylo potvrzeno, že Ott Tänak usedne do vozu Toyota Yaris WRC spolu se svým navigátorem Martinem Järveojou a v týmu Toyota GAZOO Racing WRT absolvuje celou sezónu 2018. Zklamaný Malcolm Wilson k odchodu řekl: „Je velmi těžké se loučit s Ottem a Martinem, kteří byli důležitou součástí našeho letošního úspěchu. Není žádný jiný jezdec, ve kterého jsem tolik věřil a který dostal ode mě tolik šancí, ale už dávno jsem odhalil jeho potenciál. Vždy byl rychlý. Postupem doby je z něj ale komplexní jezdec s možností bojovat o titul mistra světa. Není lehké se rozloučit, ale přejeme jim jen to nejlepší. A do konce sezóny chybějí ještě dvě soutěže a já vím, že oba do toho ještě dají vše, aby se s M-Sportem rozloučili co nejlépe.“ Oproti tomu Tommi Mäkinen neskrýval radost z toho, že se mu podařilo dostat Tänaka do svého týmu: „Jsme moc rádi, že jsme si zajistili jeho služby, už jsme ho dlouho sledovali. Představuje skvělou kombinaci mládí, zkušeností a mentální odolnosti, takže do našeho týmu ideálně zapadne.“
Sezóně 2018 obsadil celkově 3. místo.
V sezóně se stal mistrem světa, čímž přerušil sérii francouzských vítězství, kterou započal Sébastien Loeb v roce 2004.
Na počátku roku 2020 posádka Ott Tänak a Martin Järveoja získala ocenění za nejlepší tým roku 2019.

### 2020: Hyundai Shell Mobis WRT
Na konci října 2019 bylo oficiálně potvrzeno, že podepsal dvouletou smlouvu s Hyundai Motorsport.
Ve zkrácené sezóně 2020 se celkově umístil na 3. místě za druhým Elfynem Evansem a za prvním Sébastienem Ogierem. Oba tito jezdci závodili za tým Toyota GAZOO Racing WRT. Ott Tänak dokázal během této sezóny jednou zvítězit na své domácí Rally Estonia 2020.
Sezóna 2021 byla zkrácena o 3 podniky. Ott Tänak se umístil na celkovém 5. místě. V sezóně dokázal vyhrát jen Švédskou rallye 2021.
Na konci října 2022 oznámil ukončení spolupráce s týmem Hyundai Motorsport.

## Umístění na Mistrovství světa v rallye

### Výsledky ve WRC
| Rok  | Tým                                   | Auto                    | 1       | 2       | 3      | 4       | 5       | 6       | 7       | 8       | 9       | 10      | 11     | 12     | 13      | 14    | WDC | Body |
| ---- | ------------------------------------- | ----------------------- | ------- | ------- | ------ | ------- | ------- | ------- | ------- | ------- | ------- | ------- | ------ | ------ | ------- | ----- | --- | ---- |
| 2009 | Ott Tänak                             | Subaru Impreza WRX STi  | IRE     | NOR     | CYP    | POR 20  | ARG     | ITA     | GRE     | POL     | FIN Ret | AUS     | ESP    | GBR    |         |       | -   | 0    |
| 2010 | Ott Tänak                             | Subaru Impreza WRX STi  | SWE Ret | MEX     | JOR    |         |         |         |         |         |         |         |        |        |         |       | -   | 0    |
| 2010 | Pirelli Star Driver                   | Mitsubishi Lancer Evo X |         |         |        | TUR Ret | NZL     | POR Ret | BUL     | FIN 18  | GER 31  | JPN     | FRA 19 | ESP    | GBR 17  |       | -   | 0    |
| 2011 | MM Motorsport                         | Ford Fiesta S2000       | SWE     | MEX 10  | POR    | JOR     | ITA 7   | ARG     | GRE Ret | FIN 13  | GER 12  | AUS     | FRA 11 | ESP 27 |         |       | 15. | 15   |
| 2011 | M-Sport Stobart Ford World Rally Team | Ford Fiesta RS WRC      |         |         |        |         |         |         |         |         |         |         |        |        | GBR 6   |       | 15. | 15   |
| 2012 | M-Sport Ford World Rally Team         | Ford Fiesta RS WRC      | MON 8   | SWE Ret | MEX 5  | POR 14  | ARG 10  | GRE 9   | NZL Ret | FIN 6   | GER Ret | GBR Ret | FRA 6  | ITA 3  | ESP Ret |       | 8.  | 52   |
| 2014 | M-Sport World Rally Team              | Ford Fiesta RS WRC      | MON     | SWE 5   |        | POR Ret |         |         |         |         |         |         |        |        |         |       | 15. | 17   |
| 2014 | Drive DMACK                           | Ford Fiesta R5          |         |         | MEX 15 |         | ARG 17  | ITA 21  | POL 11  | FIN 12  | GER 10  | AUS Ret | FRA    | ESP    |         |       | 15. | 17   |
| 2014 | Drive DMACK                           | Ford Fiesta RS WRC      |         |         |        |         |         |         |         |         |         |         |        |        | GBR 7   |       | 15. | 17   |
| 2015 | M-Sport World Rally Team              | Ford Fiesta RS WRC      | MON 18  | SWE 4   | MEX 22 | ARG 11  | POR 5   | ITA 14  | POL 3   | FIN 5   | GER 8   | AUS 6   | FRA 10 | ESP 41 | GBR Ret |       | 10. | 63   |
| 2016 | DMACK World Rally Team                | Ford Fiesta RS WRC      | MON 7   | SWE 5   | MEX 6  | ARG 15  | POR Ret | ITA 5   | POL 2   | FIN Ret | GER 23  | CHN C   | FRA 10 | ESP 6  | GBR 2   | AUS 7 | 8.  | 88   |
| 2017 | M-Sport World Rally Team              | Ford Fiesta WRC         | MON 3   | SWE 2   | MEX 4  | FRA 11  | ARG 3   | POR 4   | ITA 1   | POL Ret | FIN 7   | GER 1   | ESP 3  | GBR 6  | AUS 2   |       | 3.  | 191  |
| 2018 | Toyota GAZOO Racing WRT               | Toyota Yaris WRC        | MON 2   | SWE 9   | MEX 14 | FRA 2   | ARG 1   | POR Ret | ITA 9   | FIN 1   | GER 1   | TUR 1   | GBR 19 | ESP 6  | AUS Ret |       | 3.  | 181  |
| 2019 | Toyota GAZOO Racing WRT               | Toyota Yaris WRC        | MON 3   | SWE 1   | MEX 2  | FRA 6   | ARG 8   | CHL 1   | POR 1   | ITA 5   | FIN 1   | GER 1   | TUR 16 | GBR 1  | ESP 2   | AUS C | 1.  | 263  |
| 2020 | Hyundai Shell Mobis WRT               | Hyundai i20 Coupe WRC   | MON Ret | SWE 2   | MEX 2  | EST 1   | TUR 17  | ITA 6   | MNZ 2   |         |         |         |        |        |         |       | 3.  | 105  |
| 2021 | Hyundai Shell Mobis WRT               | Hyundai i20 Coupe WRC   |         |         |        |         |         |         |         |         |         |         |        |        |         |       | NC  | 0    |

### Výsledky v PWRC
| Rok  | Závodník            | Vůz                     | 1   | 2   | 3   | 4   | 5     | 6     | 7   | 8     | 9     | PWRC | Body |
| ---- | ------------------- | ----------------------- | --- | --- | --- | --- | ----- | ----- | --- | ----- | ----- | ---- | ---- |
| 2010 | Pirelli Star Driver | Mitsubishi Lancer Evo X | SWE | MEX | JOR | NZL | FIN 1 | GER 5 | JPN | FRA 2 | GBR 1 | 4.   | 78   |

### Výsledky v SWRC
| Rok  | Závodník      | Vůz               | 1     | 2   | 3     | 4       | 5     | 6     | 7     | 8     | SWRC | Body |
| ---- | ------------- | ----------------- | ----- | --- | ----- | ------- | ----- | ----- | ----- | ----- | ---- | ---- |
| 2011 | MM Motorsport | Ford Fiesta S2000 | MEX 3 | JOR | ITA 1 | GRE Ret | FIN 3 | GER 1 | FRA 1 | ESP 6 | 2.   | 113  |

### Výsledky ve WRC 2
| Rok  | Závodník    | Vůz            | 1   | 2   | 3     | 4   | 5     | 6     | 7     | 8     | 9     | 10      | 11  | 12  | 13  | WRC 2 | Body |
| ---- | ----------- | -------------- | --- | --- | ----- | --- | ----- | ----- | ----- | ----- | ----- | ------- | --- | --- | --- | ----- | ---- |
| 2014 | Drive DMACK | Ford Fiesta R5 | MON | SWE | MEX 4 | POR | ARG 8 | ITA 8 | POL 1 | FIN 3 | GER 2 | AUS Ret | FRA | ESP | GBR | 6.    | 78   |

### Výsledky v ERC
| Rok  | Závodník      | Vůz            | 1   | 2   | 3   | 4   | 5   | 6   | 7     | 8     | 9   | 10  | 11  | 12  | Pos. | Body |
| ---- | ------------- | -------------- | --- | --- | --- | --- | --- | --- | ----- | ----- | --- | --- | --- | --- | ---- | ---- |
| 2014 | MM Motorsport | Ford Fiesta R5 | JÄN | LIE | GRE | IRE | AZO | YPR | EST 1 |       |     |     |     |     | 11.  | 44   |
| 2014 | Drive DMACK   | Ford Fiesta R5 |     |     |     |     |     |     |       | CZE 7 | CYP | ROM | VAL | COR | 11.  | 44   |